# Казарини I (Мачерата)
Казарини I (итал. Casarini I) насеље је у Италији у округу Мачерата, региону Марке.
Према процени из 2011. у насељу је живело 21 становника. Насеље се налази на надморској висини од 430 м.